# あどばるーん
あどばるーんは、ソーレアリア所属の日本のお笑いコンビ。2002年結成。2015年4月より青森県八戸市を拠点に活動している。漫才協会会員。

## メンバー
- 小野 ますのぶ（おの ますのぶ、本名：小野 益伸〈読みは同じ〉、1981年6月29日 - 、B型）ツッコミ担当
  - 青森県八戸市出身。青森県立八戸工業高等学校卒業。
  - 青森市在住。
  - 酒に酔うと性格が豹変して、執拗に周りの人達に絡んだり、号泣したりして手に負えなくなる。
  - 「テンション上がれマン」という頭に矢印の被り物を着けて、ジャンピングシューズを履いたピン芸をすることがある。
  - おでこに縦に並んでホクロが二つある。「二千昌夫」と呼ばれたりもしている。
  - 高校時代に生徒会長をやっていた。しかし、生徒会長挨拶の時必ずふざけていたので、八戸工業高校で唯一卒業式の時の挨拶をさせてもらえなかった生徒会長である。
  - 温泉ソムリエ。
  - 2018年に一般女性と入籍。
  - 公式YouTube｢青森の小野｣にて、主にキャンプ動画・軽トラック荷台泊の動画を投稿している。
  - 小野小町（通称は小町）という名前の猫を飼っている

- 新山 大（にいやま だい、1981年7月28日 - 、B型）ボケ担当
  - 岩手県野田村出身。青森県立八戸西高等学校卒業。
  - 八戸市在住。
  - MCを務めていたインターネットテレビの罰ゲームで、アマチュアのキックボクシングの大会に出場させられ、ハイキックを頭部に受けて失神KO負けしたことがある。
  - 2007年に一般女性と入籍。
  - 2009年に第一子となる長女誕生。
  - 超能力（透視能力）があると自称している。
  - 昔、青森の夜道を車で走行していた際に天狗を轢いてしまったことがある（天狗そのものを見たわけではないが、現場に下駄とヤツデの葉が落ちていたことから天狗を轢いたと判断した）。
  - 2014年に第二子となる次女誕生。
  - 小野よりも身長が高い。

## 芸風
- 基本的には漫才を行う。
  - 八戸市出身ということで、八戸方面の方言（南部弁）を全面に出した、しゃべくり漫才。
  - 一見すると新山がボケで小野がツッコミのようだが、小野のツッコミがおかしかったり、余計なことを言ったりして、ボケとツッコミが逆転するような場面が多々ある。

## エピソード
- 八戸市立白銀南中学校の同級生。
- 2人は中学生時代、文化祭で「シクラメン兄弟」というコンビ名で漫才をしたことがある。本格的にお笑い芸人となってからも、半年間だけ「シクラメン兄弟」のコンビ名で活動していた。
- M-1グランプリ2010では準々決勝に進出し、敗者復活戦にも出場（全体72位）。M-1グランプリ2015でも3回戦に進出した。仙台予選を受けて3回戦まで進出した初めてのコンビ[3]。
- 王林（元りんご娘）と『土曜はDON』などで長く共演し、大喜利番組を一緒にしていた[4]。王林が全国ネット番組に出演した際、あどばるーんのライブTシャツを着用して映ったことがある。

## 出演

### 現在
レギュラー
- 夢はここから深夜放送 ラッキー（青森朝日放送）
- 土曜はDON（青森放送・ラジオ）
- 1550ニュースレーダーWith（青森放送・テレビ） - 金曜MC
- あどばるーんのほにゃらららじお（ビーエフエム）

隔週レギュラー
- 夢はここから生放送 ハッピィ（青森朝日放送） - ハッピィぐるめ（隔週）・秘湯ハンター（小野のみ、不定期）

#### 連載
- あどばるーんの一緒に悩む部屋（デーリー東北）

#### CM
- 楽しや
- カラオケプレーススキャット

### 過去
- シュワっと爽快バラエティー○っと!（青森朝日放送）
- ○っと!（青森朝日放送）
- とうほく元気です!TV　（テレビ朝日系列東北ブロック 6局ネット）
- ZIP!FRIDAY（青森放送・テレビ）

#### テレビ
- やるヌキッ!（テレビ東京）
- シブスタ（テレビ東京）
- 頭脳バトルBRAIN-X（BS日テレ）
- 爆笑オンエアバトル（NHK総合）戦績0勝3敗 最高389KB
- オンバト+（NHK総合）戦績3勝2敗 最高489KB
- 爆笑トライアウト（NHK総合）会場審査は6位（393TP）、視聴者投票は7位（338票）。
- 東京ビタミン寄席（CTN）
- ねぶたが原宿表参道にやってきた！（BS朝日）
- マレーシアでプリンセス（青森テレビ）
- ゲームレコードGP（MONDO21）
- ふるさと自慢わがまちCM大賞（青森朝日放送）
- シルシルミシル（テレビ朝日）
- ニジドキ！（青森朝日放送）
- サタナビっ！（秋田朝日放送）
- YTSゴジダス（山形テレビ）
- 日10☆演芸パレード（毎日放送・TBS系）
- 真夏の競演！東北の夏祭り（テレビ朝日系列東北ブロック 6局ネット）
- アルヨお歳暮特大号（東日本放送）
- ジェネレーション天国（フジテレビ）
- 八戸新名物はフランス生まれ！？発見！八戸ブイヤベース（青森朝日放送）
- ABA番組祭2014（青森朝日放送）
- LOVE HOKKAIDO（北海道テレビ放送）
- ようこそ全日本ロード！自転車でめぐる八幡平（岩手朝日テレビ）
- 突撃!ナマイキTV（東日本放送）
- いわて北三陸 旬味ドライブ！（岩手朝日テレビ）
- ドキドキ！ワクワク！夏休み県南レジャースポット（青森テレビ）
- じゃじゃじゃTV IBCまつりスペシャル（IBC岩手放送）
- WAKUWAKU AOMORI 金の旅 銀の旅（青森朝日放送）
- 全力TV（東日本放送）
- 全力TVファイナル（東日本放送）
- ABA番組祭2015（青森朝日放送）
- M-1グランプリ2015仙台大会（東日本放送）
- わっち!!（青森テレビ）
- じゃじゃじゃTV（IBC岩手放送）
- 5きげんテレビ（テレビ岩手）
- わくわくDokaaaaan大晦日開運スペシャル（テレビ岩手 2015年12月31日）
- 生放送！東北六魂祭（青森朝日放送 2016年6月25日）
- 第4回弘前城リレーマラソン（青森朝日放送 2016年6月26日）
- ドキドキ！ワクワク！夏休み県南レジャースポットはこれだ！（青森テレビ 2016年7月18日）
- 24時間テレビ 「愛は地球を救う」（青森放送 2016年8月27日〜8月28日）
- 進め!青函連絡船（NHK BSプレミアム 2016年9月21日）
- ABA番組祭2016（青森朝日放送）
- ナマサタ情報局（東日本放送 2016年10月22日・12月10日）
- RAB ラ・テ（青森放送 2016年10月29日）
- わくわくDokaaaaan大晦日開運スペシャル（テレビ岩手 2016年12月31日）

#### ラジオ
- お笑いセールスマン（文化放送）
- 日本満喫ラジオ紀行〜ときめきJAPAN（ラジオ日本）
- 十日市秀悦のえふりこぎでゴメン！（BeFM）
- RADI-MOTT!（エフエム青森）
- 満開ラジオ 樹根爛漫（静岡放送）
- Hello Radioサウスランド（エフエム青森）
- びびすた♪（BeFM）
- ゆうらじ！Hachinohe（BeFM）
- Be Mornin'（BeFM）
- GO!GO!らじ丸（青森放送）
- おおちゃんラジオ（おおつち災害エフエム）
- おおちゃんラジオ公開録音inシーサイドタウンマスト（IBC岩手放送）
- 冨田奈央子のアフタースクールらじお!（IBC岩手放送）
- 2015ラジオチャリティミュージックソン（青森放送）
- 美メロ屋（BeFM）
- ゴゴナビ！！（FMアップルウェーブ）
- サザン・ヒッツ（青森放送）
- 簡易恋愛プログラム 宮川賢のデートの時間でそ?!（TBSラジオ 2016年6月25日）
- 坂本サトルミリオンレディオ（FM青森 2016年7月21日）
- GO!GO!らじ丸（青森放送 2016年7月14日 黒石八郎がイベントのため休みによる代打）
- いいね！八戸（BeFM2016年9月29日、10月6日、10月13日）
- RAB ラ・テ（青森放送 2016年10月29日）
- RABラジオ・チャリティー・ミュージックソン（メインパーソナリティ一、青森放送 2016年12月24日正午〜25日正午）
- 良平のラジオにおいでよ!!（青森放送 2016年12月25日）
- オードリーのオールナイトニッポン(ニッポン放送、2018年6月9日)

#### 映画
- ライアの祈り - 本人 役

#### 連載
- あどばるーんのおいしい水をさがそう！（AWウォーター リーフレット）

#### CM
- ビッグエコー
- 太陽書店
- 中部電力「電化厨房」
- 無国籍居酒屋 楽しや
- 酒場 楽し家
- 陳麻家
- サッポロ一番 和ラー

#### DVD
- ライアの祈り（キングレコード株式会社）
- お笑いスター(予定) 名鑑!?（グレードコミュニケーション）

## 単独ライブ

### あどばるーんライブ
2013年より毎年秋に地元八戸市のはっちシアター2で行っている。2016年より青森市でも開催。
- 『あどばるーんライブ1』（2013年10月18日(金)19:00〜はっちシアター2）
- 『あどばるーんライブ2』（2014年10月31日(金)19:00〜はっちシアター2）
- 『あどばるーんライブ3』（2015年10月17日(土)一回目15:00〜 二回目19:00〜はっちシアター2）
- 『あどばるーんライブ4』（2016年12月8日(木)19:30〜青森市BLACK BOX、2016年12月9日(金)19:30〜八戸市はっちシアター2）